# Henry Crocheron
Henry Crocheron (* 26. Dezember 1772 auf Staten Island, Provinz New York; † 8. November 1819 in New Springville, New York) war ein US-amerikanischer Politiker und Offizier. Zwischen 1815 und 1817 vertrat er den Bundesstaat New York im US-Repräsentantenhaus.

## Werdegang
Über Henry Crocheron sind nicht viele Informationen überliefert. Er besuchte Gemeinschaftsschulen und ging dann kaufmännischen Geschäften in Northfield nach. Zwischen 1808 und 1814 war er als Supervisor von Northfield tätig. Politisch gehörte er der von Thomas Jefferson gegründeten Demokratisch-Republikanischen Partei an. Bei den Kongresswahlen des Jahres 1814 wurde Crocheron im ersten Wahlbezirk von New York in das US-Repräsentantenhaus in Washington, D.C. gewählt, wo er am 4. März 1815 die Nachfolge von Ebenezer Sage antrat. Da er im Jahr 1816 auf eine erneute Kandidatur verzichtete, schied er nach dem 3. März 1817 aus dem Kongress aus. Im folgenden Jahr diente er als Captain in der Miliz von New York. Er starb am 8. November 1819 in New Springville und wurde auf dem Friedhof der St.-Andrew-Kirche beigesetzt. Sein Bruder war der Kongressabgeordnete Jacob Crocheron.